# فهرست وزارت امور خارجه ایالات متحده از سازمان‌های تروریستی خارجی
سازمان تروریستی خارجی (FTO) (به انگلیسی: Foreign Terrorist Organization) به سازمان‌های غیرآمریکایی محکوم‌شده توسط وزارت امور خارجه ایالات متحده آمریکا، به فعالیت‌های تروریستی گفته می‌شود. بیشتر سازمان‌های قرار گرفته شده در لیست را گروه‌های افراطی مسلمان، گروه‌های ملی‌گرا یا گروه‌های نظامی مارکسیست تشکیل می‌دهند.

## سازمان‌های تروریستی خارجی شناخته‌شده توسط وزارت امور خارجه ایالات متحده آمریکا
| تاریخ اضافه‌شدن   | نام                                      | منطقه             | حوزهٔ فعالیت                       |
| ---------------- | ---------------------------------------- | ----------------- | --------------------------------- |
| ۸ اکتبر، ۱۹۹۷    | ابو سیاف                                 | آسیا              | فیلیپین                           |
| ۸ اکتبر، ۱۹۹۷    | اوم شینریکو                              | آسیا              | ژاپن                              |
| ۸ اکتبر، ۱۹۹۷    | اتا                                      | اروپا             | اسپانیا، فرانسه                   |
| ۸ اکتبر، ۱۹۹۷    | جماعت اسلامی مصر                         | آفریقا، خاورمیانه | مصر                               |
| ۸ اکتبر، ۱۹۹۷    | حماس                                     | خاورمیانه         | فلسطین                            |
| ۸ اکتبر، ۱۹۹۷    | حرکت المجاهدین                           | آسیا              | پاکستان                           |
| ۸ اکتبر، ۱۹۹۷    | حزب‌الله لبنان                            | خاورمیانه         | لبنان                             |
| ۸ اکتبر، ۱۹۹۷    | کاخ                                      | خاورمیانه         | اسرائیل                           |
| ۸ اکتبر، ۱۹۹۷    | حزب کارگران کردستان                      | خاورمیانه         | ترکیه، عراق، ایران، سوریه         |
| ۸ اکتبر، ۱۹۹۷    | ببرهای تامیل                             | آسیا              | سری‌لانکا، هند                     |
| ۸ اکتبر، ۱۹۹۷    | ارتش آزادیبخش ملی (کلمبیا)               | آمریکای جنوبی     | کلمبیا                            |
| ۸ اکتبر، ۱۹۹۷    | جبهه تحریر فلسطین                        | خاورمیانه         | فلسطین                            |
| ۸ اکتبر، ۱۹۹۷    | جهاد اسلامی فلسطین                       | خاورمیانه         | فلسطین                            |
| ۸ اکتبر، ۱۹۹۷    | جبهه خلق برای آزادی فلسطین               | خاورمیانه         | فلسطین                            |
| ۸ اکتبر، ۱۹۹۷    | جبهه خلق برای آزادی فلسطین – فرماندهی کل | خاورمیانه         | فلسطین                            |
| ۸ اکتبر، ۱۹۹۷    | نیروهای مسلح انقلابی کلمبیا              | آمریکای جنوبی     | کلمبیا                            |
| ۸ اکتبر، ۱۹۹۷    | جبهه آزادی‌بخش انقلابی خلق                | اروپا             | ترکیه                             |
| ۸ اکتبر، ۱۹۹۷    | حزب کمونیست پرو                          | آمریکای جنوبی     | پرو                               |
| ۸ اکتبر، ۱۹۹۷    | القاعده                                  | جهانی             | افغانستان، پاکستان، عربستان سعودی |
| ۲۵ سپتامبر، ۲۰۰۰ | جنبش اسلامی ازبکستان                     | آسیا              | ازبکستان، افغانستان               |
| ۱۶ می، ۲۰۰۱      | ارتش راستین جمهوری‌خواه ایرلند            | اروپا             | ایرلند، بریتانیا                  |
| ۲۶ دسامبر، ۲۰۰۱  | جیش محمد                                 | آسیا              | پاکستان                           |
| ۲۶ دسامبر، ۲۰۰۱  | لشکر طیبه                                | آسیا              | پاکستان                           |
| ۲۷ مارس، ۲۰۰۲    | گردان‌های شهدای الاقصی                    | خاورمیانه         | فلسطین                            |
| ۲۷ مارس، ۲۰۰۲    | عصبه انصار                               | خاورمیانه         | لبنان                             |
| ۲۷ مارس، ۲۰۰۲    | القاعده در مغرب اسلامی                   | آفریقا، خاورمیانه | الجزایر، مالی، نیجر               |
| ۹ اوت، ۲۰۰۲      | حزب کمونیست فیلیپین                      | آسیا              | فیلیپین                           |
| ۲۳ اکتبر، ۲۰۰۲   | جماعت اسلامی                             | آسیا              | اندونزی                           |
| ۳۰ ژانویه، ۲۰۰۳  | لشکر جهنگوی                              | آسیا              | پاکستان                           |
| ۲۲ مارس، ۲۰۰۴    | گردان‌های کرد القاعده                     | خاورمیانه         | عراق                              |
| ۱۳ ژوئیه، ۲۰۰۴   | ارتش پیوستگی جمهوری‌خواه ایرلند           | اروپا             | ایرلند، بریتانیا                  |
| ۱۷ دسامبر، ۲۰۰۴  | داعش                                     | جهانی             | عراق، سوریه، لیبی، نیجریه         |
| ۱۷ ژوئن، ۲۰۰۵    | اتحاد جهاد اسلامی                        | آسیا              | ازبکستان                          |
| ۵ مارس، ۲۰۰۸     | جنبش جهاد اسلامی                         | آسیا              | بنگلادش                           |
| ۱۸ مارس، ۲۰۰۸    | الشباب                                   | آفریقا            | سومالی، یمن                       |
| ۱۸ می، ۲۰۰۹      | مبارزان انقلابی                          | اروپا             | یونان                             |
| ۲ ژوئیه، ۲۰۰۹    | کتائب حزب‌الله                            | خاورمیانه         | عراق                              |
| ۱۹ ژانویه، ۲۰۱۰  | القاعده در شبه‌جزیره عربستان              | خاورمیانه         | عربستان سعودی                     |
| ۶ اوت، ۲۰۱۰      | جنبش جهاد اسلامی                         | آسیا              | بنگلادش                           |
| ۱ سپتامبر، ۲۰۱۰  | طالبان پاکستان                           | آسیا              | پاکستان                           |
| ۴ نوامبر، ۲۰۱۰   | جندالله                                  | آسیا              | ایران                             |
| ۲۳ می، ۲۰۱۱      | جیش الاسلام (فلسطین)                     | خاورمیانه         | فلسطین                            |
| ۱۹ سپتامبر، ۲۰۱۱ | مجاهدین هند                              | آسیا              | هند                               |
| ۱۹ سپتامبر، ۲۰۱۱ | جماعت انصار التوحید                      | آسیا              | اندونزی                           |
| ۳۰ می، ۲۰۱۲      | تیپ‌های عبدالله عزام                      | آسیا              | عراق                              |
| ۱۹ سپتامبر، ۲۰۱۲ | شبکه حقانی                               | آسیا              | افغانستان، پاکستان                |
| ۲۲ مارس، ۲۰۱۳    | جبهه انصار الدین                         | آفریقا            | مالی                              |
| ۱۴ نوامبر، ۲۰۱۳  | بوکو حرام                                | آفریقا            | نیجریه                            |
| ۱۴ نوامبر، ۲۰۱۳  | انصارو                                   | آفریقا            | نیجریه                            |
| ۱۹ دسامبر، ۲۰۱۳  | لواء المسلمین                            | آفریقا            | الجزایر                           |
| ۱۳ ژانویه، ۲۰۱۴  | انصار الشریعه (بنغازی)                   | آفریقا            | لیبی                              |
| ۱۳ ژانویه، ۲۰۱۴  | انصار الشریعه (درنه)                     | آفریقا            | لیبی                              |
| ۱۳ ژانویه، ۲۰۱۴  | انصار الشریعه (تونس)                     | آفریقا            | تونس                              |
| ۱۰ آوریل، ۲۰۱۴   | انصار بیت‌المقدس                          | آفریقا، خاورمیانه | مصر                               |
| ۱۵ می، ۲۰۱۴      | جبهه النصره                              | خاورمیانه         | سوریه                             |
| ۲۰ اوت، ۲۰۱۴     | مجلس شورای مجاهدین                       | آفریقا، خاورمیانه | مصر                               |
| ۳۰ سپتامبر، ۲۰۱۵ | ارتش مردان نقشبندیه                      | خاورمیانه         | عراق                              |
| ۱۴ ژانویه، ۲۰۱۶  | داعش خراسان                              | آسیا              | افغانستان                         |
| ۱۹ می، ۲۰۱۶      | داعش لیبی                                | آفریقا            | لیبی                              |
| ۳۰ ژوئن، ۲۰۱۶    | القاعده در شبه‌قاره هند                   | آسیا              | بنگلادش، پاکستان                  |
| ۱۶ اوت، ۲۰۱۷     | حزب المجاهدین                            | آسیا              | کشمیر                             |
| ۲ آوریل، ۲۰۱۸    | مسلم لیگ                                 | آسیا              | پاکستان                           |
| ۱۵ آوریل، ۲۰۱۹   | سپاه پاسداران انقلاب اسلامی              | آسیا              | ایران                             |